# Claude Diallo
Claude Diallo (* 11. Juni 1981 in St. Gallen) ist ein Schweizer Jazzmusiker (Piano, Komposition).

## Leben und Wirken
Diallo wuchs in einer Musikerfamilie auf; seine Eltern, die Mutter ist Schweizerin, der Vater Franzose, spielten beide als Geiger in einem Sinfonieorchester. Er erhielt Klavierunterricht und war, seit er 13 Jahre alt war, vom Jazz fasziniert. Eine Ausbildung an der Jazzschule St. Gallen brach er ab. Zwischen 2004 und 2006 absolvierte er am Berklee College of Music sein Bachelorstudium. 2007 und 2008 schloss sich sein Masterstudium am Queens College an.
Diallo blieb elf Jahre in New York und spielte mit Musikern wie Andy McGhee, Denzal Sinclaire, Luques Curtis, James Williams, Louis Cato, Daniel Schnyder, Jennifer Holliday, Angelita Li, Kenwood Dennard und Wolfgang Lackerschmid. Mit zunächst Laurent Salzard und Massimo Buonanno gründete er sein Trio Claude Diallo Situation, mit dem er seit 2008 acht Alben vorlegte, unter anderem bei SUISA, bei Unit Records und zuletzt bei Dot Time Records. Im Duo mit dem Saxophonisten Linus Wyrsch entstand das Album Live at Villa Irniger. Anderthalb Jahre lebte er in China und tourte mehrfach in Südostasien. Seit mehreren Jahren lebt er mit seiner Familie in Trogen, wo er zudem an der Kantonsschule unterrichtet.
Diallo war 2008 und 2011 Träger des Kulturförderpreises seiner Heimatstadt St. Gallen. 2009 war er Finalist bei der Montreux Jazz Festival Solo Piano Competition.